# 11 Batalion Strzelców Celnych
11 Batalion Strzelców Celnych Mazowieckich – ochotnicza polska formacja wojskowa powołana w czasie powstania listopadowego.
Utworzony jako kompania w Łęczycy w marcu 1831.

## Dowódca
- kpt. Roch Kożuchowski[2].

## Bitwy i potyczki
- Rożan (29 marca 1831)[2].

Otrzymał 1 krzyż złoty i 5 srebrnych.